# 刈谷友衣子
刈谷友衣子（1996年11月30日—）是日本女演員。出身於日本愛知縣，目前的經紀公司是FOSTER，血型為A型。
曾客串多部戲劇，2011年與入江甚儀主演金魚俱樂部，是她首次擔任女主角演出。此外，她也是時裝模特兒。
她的興趣是聽音樂以及體操。

## 相關出演作品

### 電視劇
- 檢事・鬼島平八郎（日语：東京地検特捜部長・鬼島平八郎 “眠らぬ鬼”#テレビドラマ）（2010年10月 - 12月、朝日電視台） - 鬼島美夜 役
- 鈴木先生（2011年4月 - 6月、東京電視台） - 平良美祝 役
- 金魚俱樂部（2011年7月 – 10月、NHK綜合頻道） - 春川琴 役
- 使命與心的極限 （2011年11月5日 - 11月12日、NHK綜合頻道）- 冰室夕紀（中學時期） 役
- 君は空を見てるか（2011年12月25日、富士電視台）
- 女と男の熱帶（2012年1月20日 - 2月24日、WOWOW）- 白木ハナ　役
- 日本製造（2013年1月26日 - 2月9日、NHK綜合頻道） - 矢作真紀 役
- 真幌站前多田便利屋 第9 - 10話（2013年3月8日 - 3月15日、東京電視台） - 新村清海 役

### 電影
- 告白（2010年、東寶） - 三浦瑠菜 役
- （2012年6月23日公開予定、Altamira Pictures（日语：アルタミラピクチャーズ）） - 主演 こずえ 役
- 孟婆湯 輪迴的故事（日语：スープ〜生まれ変わりの物語〜）（2012年7月7日公開予定、東京劇場） - 澀谷美加 役
- 東京家族（2013年、松竹）
- 甜蜜泳池邊（2014年6月14日）

### 網路系列
- 虹の向こうへ（2010年、BeeTV（日语：BeeTV）） - 池內里菜 役

### 1seg戲劇
- ハズカム（2012年5月5日、NHK1seg2（日语：NHKワンセグ2）） - 主演 つくし 役

### 電視節目
- 岩井俊二電影祭 presents マイリトル電影祭（2012年、BS日本電影專門頻道（日语：日本映画専門チャンネル）） - 固定成員

### 電視廣告
- 代代木研讨会（日语：代々木ゼミナール）（2010年）
- Takara Tomy「ラブデジシリーズ」（2011年）
- BS日本電影專門頻道（2012年）

### PV
- INFINITY16 Welcomez MINMI&JAY'ED「雨過天晴（日语：雨のち晴れ (INFINITY16の曲)）」（2012年）

### 雜誌
- LOVE berry（日语：ラブベリー）（2009年 - 2011年、德間書店）
- EAST BOY（日语：イーストボーイ）（2010年）

### 寫真集
- aBUTTON Vol.3 旅　刈谷友衣子（2011年10月31日、PARCO出版、攝影：新津保建秀）ISBN 978-4891949174
- 初写真集シリーズ つぼみ2 刈谷友衣子（2011年11月17日、MAGAZINE HOUSE出版、攝影：石垣星兒）ISBN 978-4838723669

## 外部連結
- アーティスト プロフィール/刈谷友衣子 | FOSTER Management Office
- 刈谷友衣子 オフィシャルブログ 「ゆいとも」 Powered by Ameba